# Beaumont-de-Lomagne
Beaumont-de-Lomagne – miejscowość i gmina we Francji, w regionie Oksytania, w departamencie Tarn i Garonna.
Według danych na rok 1990 gminę zamieszkiwało 3488 osób, a gęstość zaludnienia wynosiła 76 osób/km² (wśród 3020 gmin regionu Midi-Pireneje Beaumont-de-Lomagne plasuje się na 94. miejscu pod względem liczby ludności, natomiast pod względem powierzchni na miejscu 116.).
W tym miasteczku urodził się matematyk Pierre de Fermat.

## Zabytki

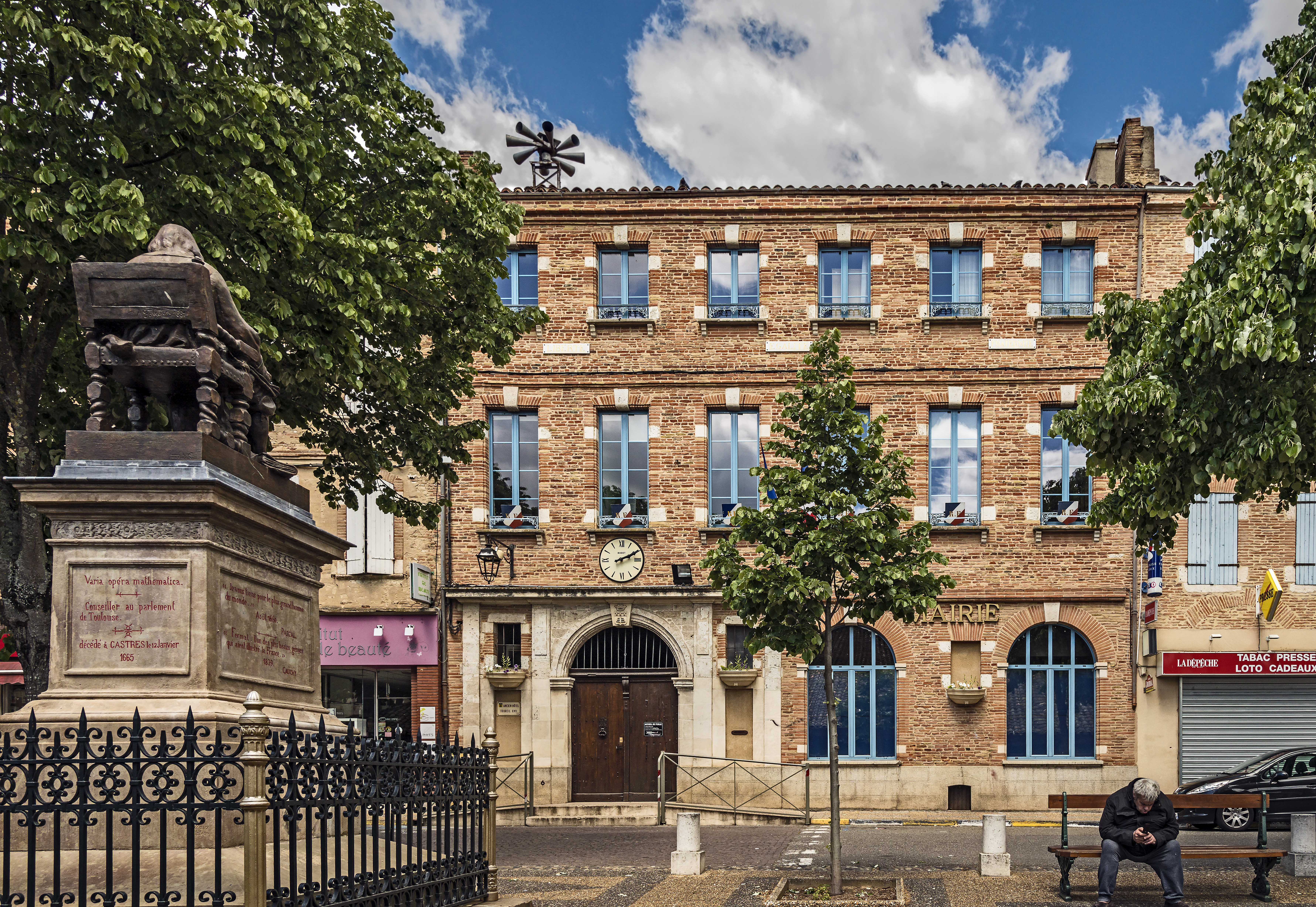
Ratusz
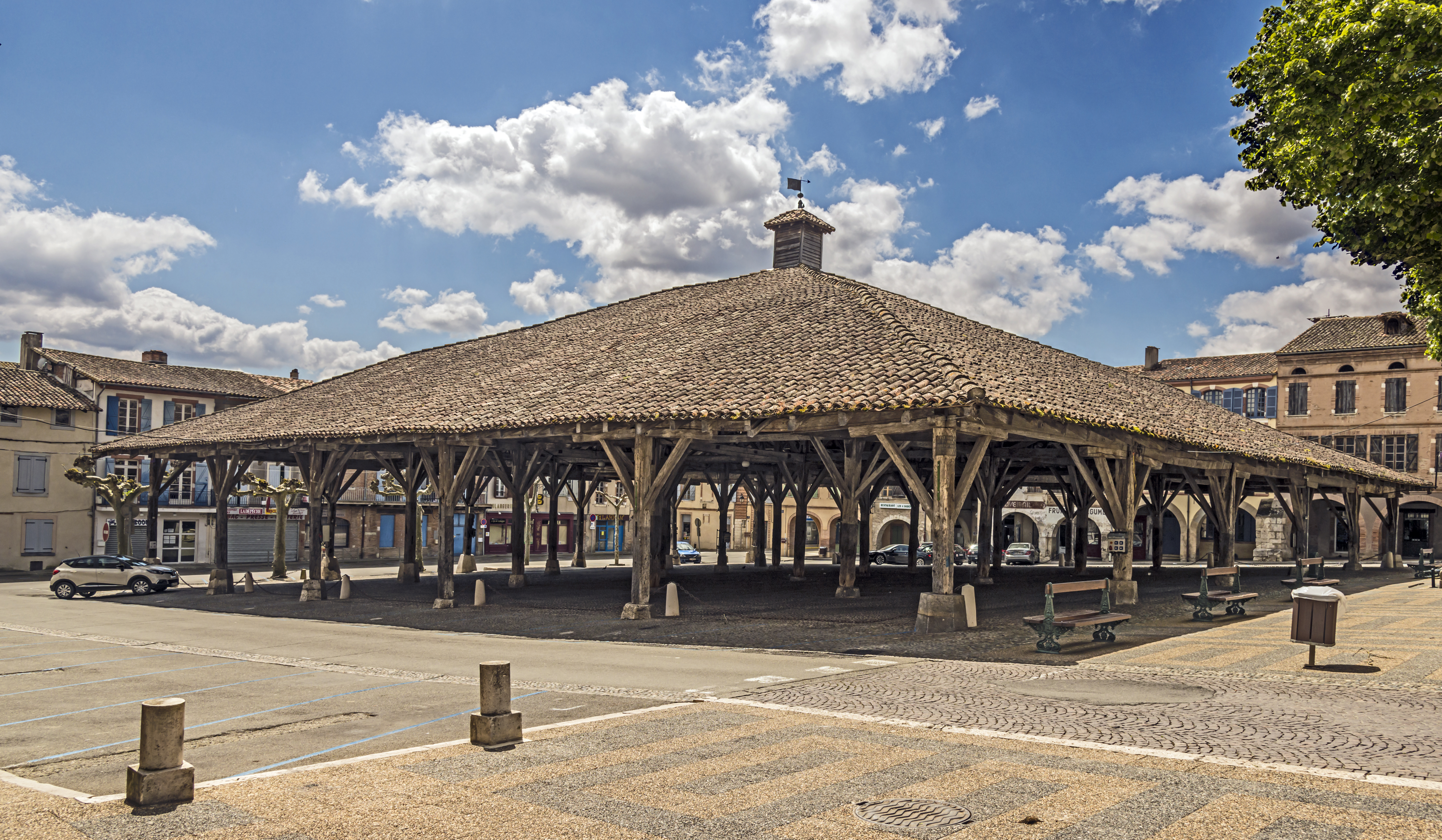
hali targowej
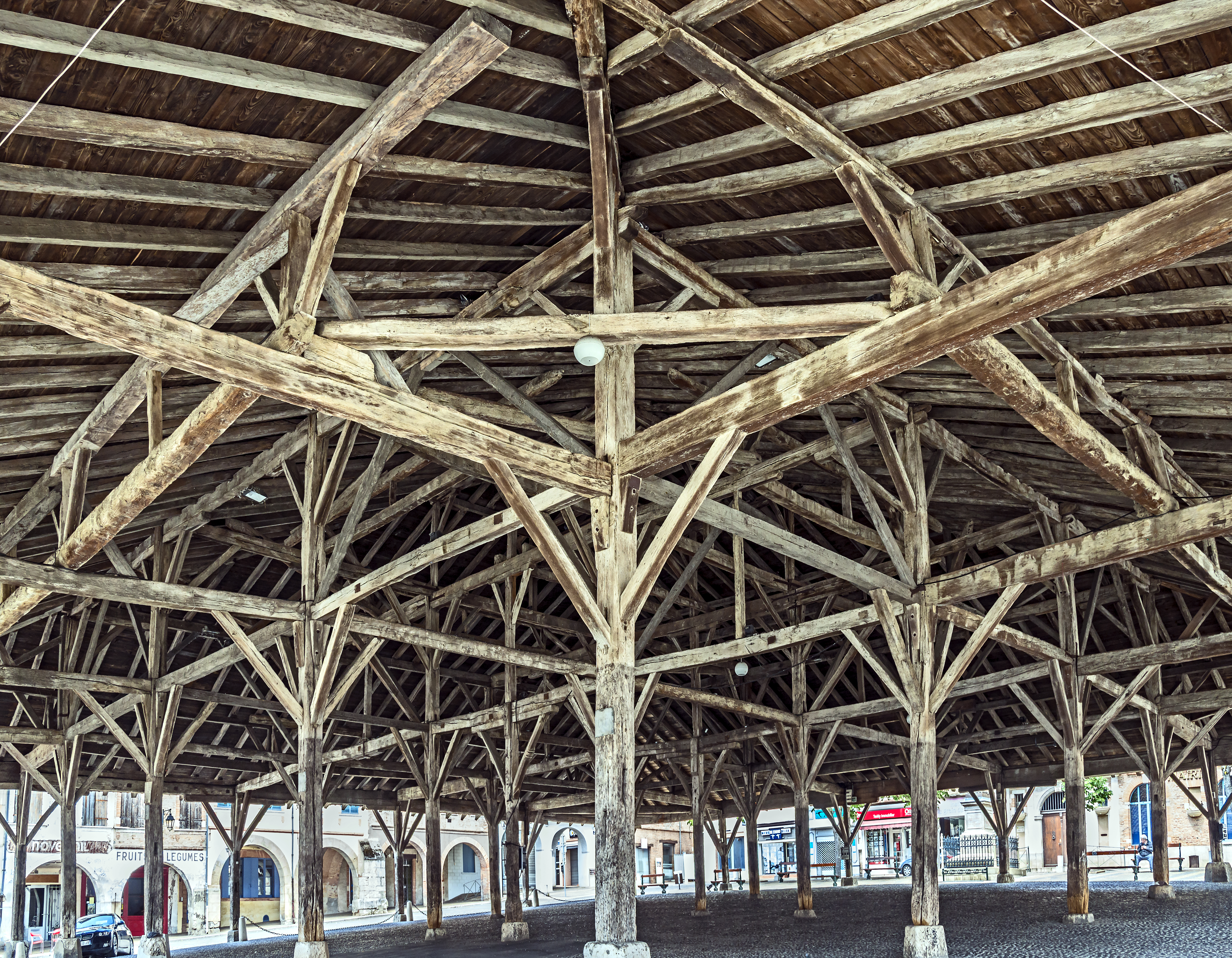
hali targowej n
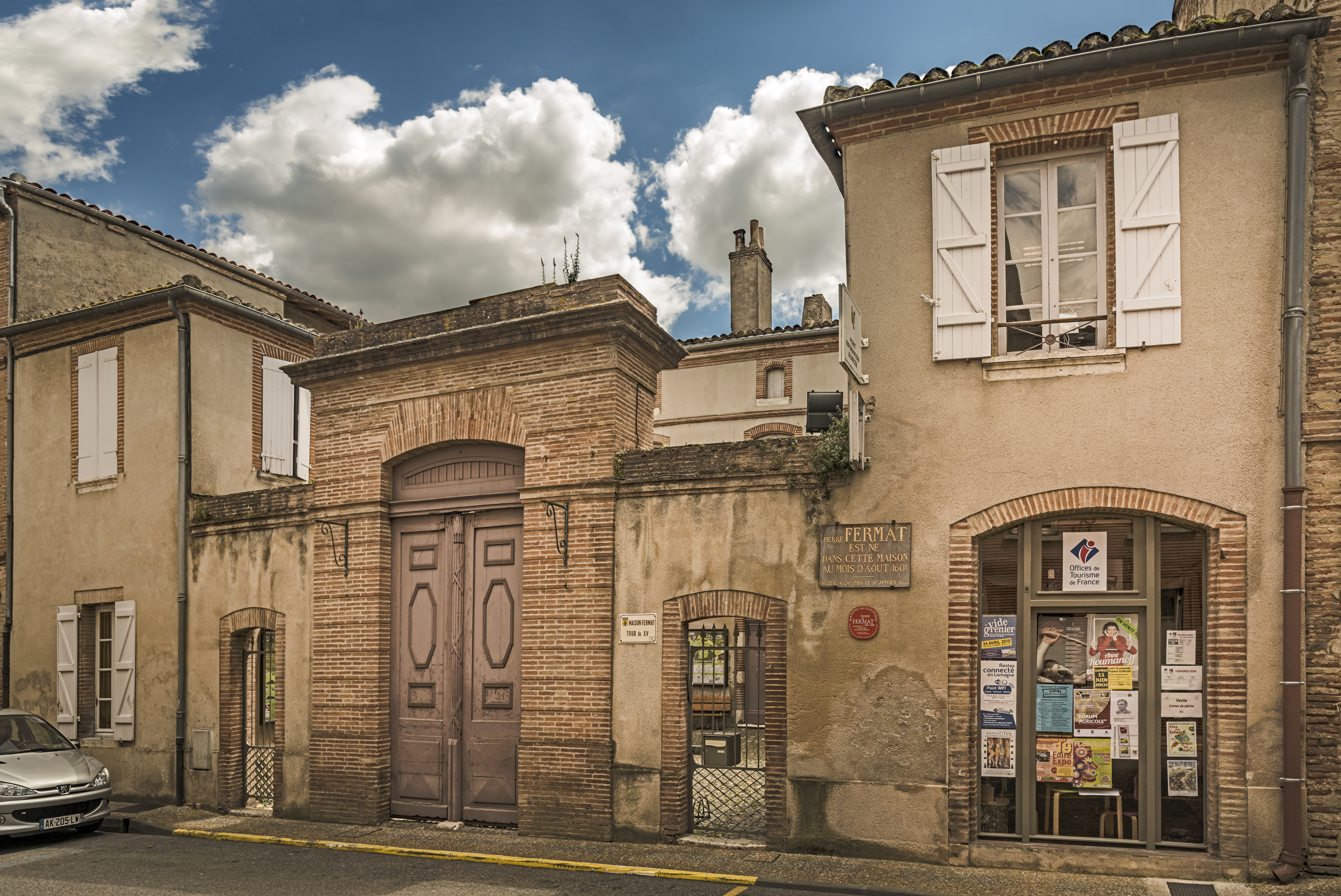
Fermat Dom
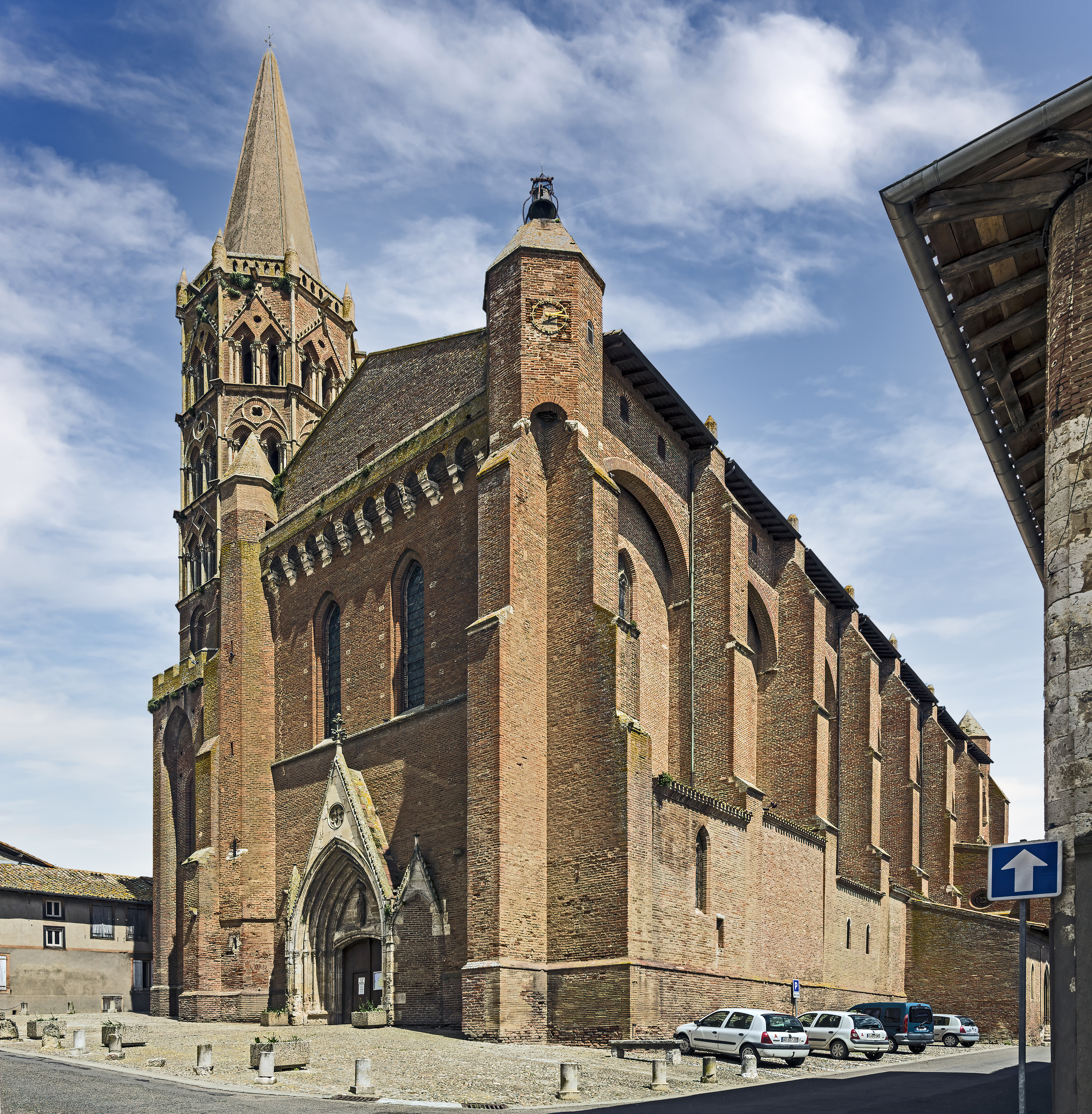
Kościół
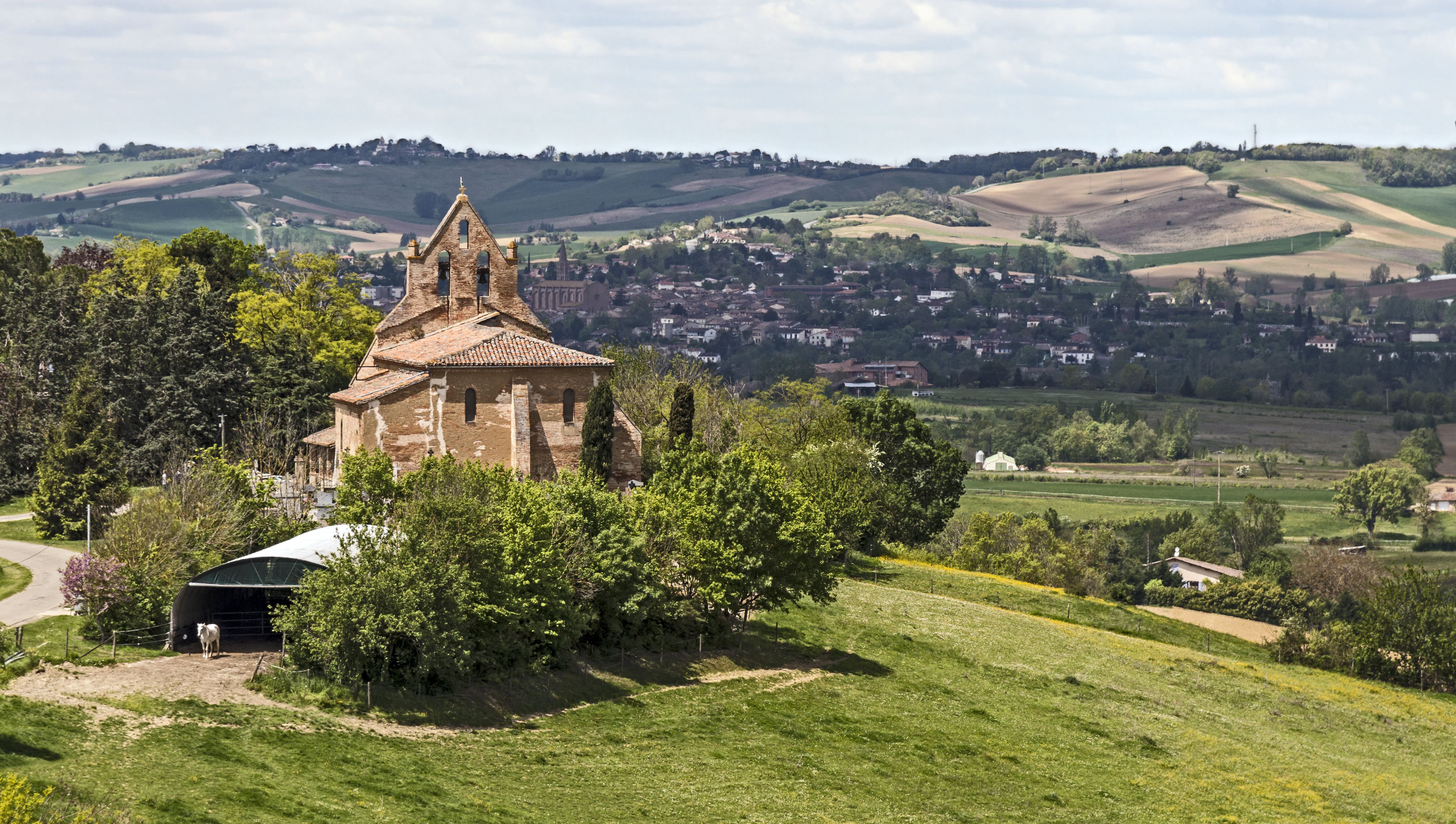
Kaplica St.Jean